# Herman E. Johnson
Herman E. Johnson (* 18. August 1909 in Zachary, Louisiana, USA; † 2. Februar 1975 ebenda) war ein US-amerikanischer Country-Blues-Musiker. Er wurde 1960 und 1961 vom Folkloristen Harry Oster in Louisiana aufgenommen.

## Biografie
Johnson wurde in einer religiösen Familie geboren. Als junger Erwachsener suchte er vergeblich einen festen Job. Um 1927 begann er Gitarre zu spielen, um die Langeweile seiner Gelegenheitsjobs zu vertreiben, darunter Baumwollpflücken, Betongießen und die Arbeit auf einem Schrottplatz. Schließlich fand er eine Anstellung in einer Raffinerie in Baton Rouge, wurde jedoch nach 15 Jahren unerwartet entlassen. Die verzweifelte Suche nach Arbeit besang er in seinem Depression Blues.
1960 und 1961 wurde Johnson, als er als Hausmeister an der Southern University arbeitete, in Scotlandville, Baton Rouge, vom Folkloristen Harry Oster aufgenommen. Seine Aufnahmen wurden 1972 auf dem Album Louisiana Country Blues bei Arhoolie Records zusammengestellt. Das Album wurde 1996 zusammen mit einem anderen Gitarristen, Smoky Babe (Robert Brown), auf CD neu aufgelegt. Cub Koda beschrieb in seiner Rezension des Albums den Sound der beiden Musiker als „Back Porch Country Blues der höchsten Ordnung“.
Nach einem Schlaganfall im Jahr 1970 zog sich Johnson zurück. Er starb 1975 im Alter von 65 Jahren in Zachary.